# Alphonse-Louis du Plessis de Richelieu
Alphonse-Louis du Plessis de Richelieu (ur. 1582 w Paryżu, zm. 24 marca 1653 w Lyonie) – francuski duchowny, arcybiskup i kardynał. Należał do zakonu kartuzów. Brat kardynała Armanda Jeana du Plessis de Richelieu, pierwszego ministra Francji w latach 1624–1642.

## Życiorys
Urodził się w Paryżu w szlacheckiej rodzinie jako drugi z piątki dzieci. Stracił ojca w wieku 8 lat. W latach 1594–1601 studiował w paryskim Collège de Navarre, uzyskując doktorat z teologii. W 1602 wstąpił do zakonu kartuzów i w 1605 złożył śluby wieczyste. Odmówił proponowanej mu nominacji na biskupa Luçon, dzięki czemu stanowisko to otrzymał jego młodszy brat Armand Jean. Alphonse-Louis w międzyczasie przyjął święcenia kapłańskie i został przeorem klasztoru Bompas.
Jego brat Armand Jean w 1622 uzyskał nominację kardynalską, a dwa lata później został pierwszym ministrem króla Ludwika XIII. Dzięki jego protekcji Alphonse-Louis został arcybiskupem Aix-en-Provence (27 kwietnia 1626). Funkcję tę pełnił nieco ponad dwa lata, gdyż już 27 listopada 1628 przeniesiono go do archidiecezji lyońskiej. 19 listopada 1629 papież Urban VIII mianował go kardynałem, udzielając mu dyspensy z powodu przynależności jego brata (który przyczynił się do tej nominacji) do Kolegium Kardynalskiego, a 4 czerwca 1635 nadał mu tytuł prezbitera SS. Trinità al Monte Pincio. Otrzymał w tym czasie także szereg bogatych beneficjów, np. został opatem komendatoryjnym Mont Saint-Michel, Saint-Etienne de Caen i Saint-Victor de Marseille. W 1631 Ludwik XIII mianował go Wielkim Jałmużnikiem Królestwa Francji. Dzięki tym nominacjom kardynał stał się jedną z najważniejszych osób we Francji. Choć większość z nich uzyskał dzięki bratu, z którym łączyła go prawdziwa przyjaźń, na płaszczyźnie politycznej nie zawsze się z nim zgadzał, co niejednokrotnie prowadziło do sporów. W 1643 przewodniczył, jako Wielki Jałmużnik, pogrzebowi króla Ludwika XIII. Uczestniczył w konklawe 1644.
Kardynał Alphonse-Louis, znany jako "kardynał z Lyonu", poważnie traktował swe obowiązki duszpasterskie i na szeroką skalę angażował się w działalność dobroczynną. Podczas epidemii dżumy w Lyonie w 1638 osobiście sprawował opiekę nad chorymi. Jako kardynał, poza obowiązkami duszpasterskimi w Lyonie, był zobligowany także do pracy w instytucjach Kurii Rzymskiej. Papież Urban VIII mianował go członkiem Kongregacji Rozkrzewiania Wiary oraz inkwizytorem Kongregacji Świętego Oficjum Inkwizycji. W 1650 odmówił podpisania antyjansenistycznej petycji francuskiego Generalnego Zgromadzenia Duchowieństwa do papieża Innocentego X, tłumacząc to tym, że jako członek rzymskiego trybunału Inkwizycji powinien być bezstronnym sędzią, a nie oskarżycielem.
Kardynał Alphonse-Louis du Plessis de Richelieu był zagorzałym miłośnikiem czekolady, którą rozpowszechnił we Francji. Powiadano, że nadmierna konsumpcja czekolady była jego jedyną wadą. Zmarł w Lyonie w wieku 71 lat.